# Pinnacle Entertainment
Pinnacle Entertainment, Inc., tidigare Hollywood Park Realty Enterprises och Hollywood Park, Inc., var ett amerikanskt företag inom gästgiveri, hasardspel och totalisatorspel. De hade verksamheter i större delen av USA.

## Historik
Företaget härrör från 1938 när filmmagnaten Jack Warner lät uppföra Hollywood Turf Club i Inglewood i Kalifornien och grunda en organisation med namnet Hollywood Park Entertainment. Den hade uppemot 600 delägare och några av dessa var bland andra Wallace Beery, Ralph Bellamy, Joan Blondell, Ronald Colman, Bing Crosby, Walt Disney, Irene Dunne, Samuel Goldwyn och Darryl Zanuck. År 1981 blev det ett företag och fick namnet Hollywood Park Realty Enterprises medan 1992 fick den namnet Hollywood Park, Inc.
År 1997 började företaget att verka i branschen för hasardspel när man förvärvade kasinooperatören Boomtown, Inc. för 188 miljoner amerikanska dollar. Två år senare sålde företaget Hollywood Park till Churchill Downs för 140 miljoner dollar och året efter bytte företaget namn till Pinnacle Entertainment. År 2006 förvärvade Pinnacle kasinot Sands Casino Hotel och intilliggande mark i Atlantic City i New Jersey för 250 miljoner dollar i syfte att riva det och uppföra ett nytt kasino och hotell för 1,5 miljarder dollar. Samma år låg Pinnacle i budgivningskrig med Ameristar Casinos, Colony Capital och Columbia Sussex om att förvärva kasinooperatören Aztar som ägde bland annat Tropicana Atlantic City och Tropicana Las Vegas. Den som gick vinnande ur den striden var Columbia Sussex som betalade 2,75 miljarder dollar för Aztar. Mellan 2006 och 2007 revs Sands Casino Hotel men inget kasino uppfördes på grund av den globala finanskrisen som slog till med full kraft. I augusti 2013 förvärvade Pinnacle Ameristar Casino för nästan 2,9 miljarder dollar. Affären var strukturerad till att vara 116 miljoner dollar i rena pengar; 869 miljoner dollar i aktier samt övertagande av skulder till ett värde av 1,9 miljarder dollar.
I november 2014 övervägde Pinnacle att starta ett real estate investment trust (Reit) i syfte att låta det äga företagets kasinon på grund av generösa skatteregler som Reit-företag kan använda sig av. Dock fick Gaming and Leisure Properties (GLPI) nys om detta och erbjöd sig att köpa Pinnacles fastighetsbestånd för 4,1 miljarder dollar. Pinnacle valde dock inte svara på förfrågan så GLPI gick ut offentligt med sitt bud i mars 2015. I april 2016 kunde Pinnacle och GLPI komma överens om ett avtal och där GLPI köpte samtliga kasinon och tillhörande tomter för 4,75 miljarder dollar i aktier. Den 15 oktober 2018 meddelade Penn National Gaming att de hade officiellt förvärvat resten av Pinnacle för 2,8 miljarder dollar med hjälp av konkurrenten Boyd Gaming. Boyd betalade 563,5 miljoner dollar för ta över drifträttigheterna från Pinnacle gällande fyra egendomar, de betalade ytterligare 57,7 miljoner dollar, som finansierades av GLPI, för köpa loss en av dessa.

## Tillgångar

### Vid försäljningen till GLPI 2016
Uppdaterad: 31 december 2017.
|         | Namn                                        | Ort                      | Antal hotellrum | Spelyta (m2) |
| ------- | ------------------------------------------- | ------------------------ | --------------- | ------------ |
|         | Ameristar Black Hawk                        | Black Hawk, Colorado     | 535             | 5 203        |
|         | Ameristar Council Bluffs                    | Council Bluffs, Iowa     | 444             | 3 577        |
|         | Ameristar East Chicago                      | East Chicago, Illinois   | 288             | 5 203        |
|         | Ameristar Kansas City                       | Kansas City, Missouri    | 184             | 13 006       |
|         | Ameristar St. Charles                       | Saint Charles, Missouri  | 397             | 12 077       |
|         | Ameristar Vicksburg                         | Vicksburg, Mississippi   | 149             | 6 503        |
|         | Belterra Casino Resort                      | Florence, Indiana        | 662             | 4 366        |
|         | Belterra Park Gaming & Entertainment Center | Cincinnati, Ohio         | —               | 4 812        |
|         | Boomtown Bossier City                       | Bossier City, Louisiana  | 187             | 2 787        |
|         | Boomtown New Orleans                        | Harvey, Louisiana        | 150             | 2 787        |
|         | Cactus Petes                                | Jackpot, Nevada          | N/A             | N/A          |
|         | Horseshu Hotel and Casino                   | Jackpot, Nevada          | N/A             | N/A          |
|         | L'Auberge Baton Rouge                       | Baton Rouge, Louisiana   | 205             | 6 875        |
|         | L'Auberge Lake Charles                      | Lake Charles, Louisiana  | 995             | 6 503        |
|         | The Meadows Racetrack and Casino            | Washington, Pennsylvania | —               | 12 170       |
|         | River City Casino                           | Lemay, Missouri          | 200             | 8 361        |
| Totalt: | Totalt:                                     | Totalt:                  | 4 396           | 94 230       |

### Tidigare
|  | Namn                                 | Ort                                |
|  | ------------------------------------ | ---------------------------------- |
|  | Boomtown Biloxi                      | Biloxi, Mississippi                |
|  | Boomtown Las Vegas                   | Enterprise, Nevada                 |
|  | Boomtown Reno                        | Verdi, Nevada                      |
|  | Casino Magic Bay St. Louis           | Bay St. Louis, Mississippi         |
|  | Casino Magic Biloxi                  | Biloxi, Mississippi                |
|  | Casino Magic Neuquén                 | Neuquén, Argentina                 |
|  | Casino Magic San Martin de los Andes | San Martin de los Andes, Argentina |
|  | Hollywood Park Racetrack             | Inglewood, Kalifornien             |
|  | Lumière Place Casino                 | Saint Louis, Missouri              |
|  | President Casino Laclede's Landing   | Saint Louis, Missouri              |